# Campionati mondiali di sci nordico 1995
I Campionati mondiali di sci nordico 1995, quarantesima edizione della manifestazione, si svolsero dal 9 al 19 marzo a Thunder Bay, in Canada. Vennero assegnati quindici titoli.
Rispetto all'edizione precedente fu introdotta una variazione nel programma della combinata nordica: nella gara a squadre si gareggiò con la formula 4x5 km anziché 3x10 km.

## Risultati

### Uomini

#### Combinata nordica

##### Individuale
| Posizione | Atleta              | Nazione   | Tempo   |
| --------- | ------------------- | --------- | ------- |
| 1         | Fred Børre Lundberg | Norvegia  | 41:16,9 |
| 2         | Jari Mantila        | Finlandia | 41:47,2 |
| 3         | Sylvain Guillaume   | Francia   | 41:56,6 |
| 4         | Milan Kučera        | Rep. Ceca | 42:11,4 |
| 5         | Kenji Ogiwara       | Giappone  | 42:23,8 |
| 6         | Knut Tore Apeland   | Norvegia  | 42:32,1 |

9 marzo

Trampolino: Big Thunder K90

Fondo: 15 km

##### Gara a squadre
| Posizione | Nazione     | Atleti                                                               | Tempo     |
| --------- | ----------- | -------------------------------------------------------------------- | --------- |
| 1         | Giappone    | Masashi Abe Tsugiharu Ogiwara Kenji Ogiwara Takanori Kōno            | 56:20,2   |
| 2         | Norvegia    | Halldor Skard Bjarte Engen Vik Knut Tore Apeland Fred Børre Lundberg | 58:14,8   |
| 3         | Svizzera    | Markus Wüst Armin Krugel Stefan Wittwer Jean-Yves Cuendet            | 1:01:41,8 |
| 4         | Stati Uniti | Todd Lodwick Ryan Heckman Tim Tetreault Dave Jarrett                 | 1:02:59,4 |
| 5         | Austria     | Robert Stadelmann Mario Stecher Georg Riedelsperger Klaus Ofner      | 1:03:17,6 |
| 6         | Germania    | Thomas Dufter Sven Koch Jens Deimel Thomas Abratis                   | 1:03:28,0 |

15 marzo

Trampolino: Big Thunder K90

Fondo: 4x5 km

#### Salto con gli sci

##### Trampolino normale
| Posizione | Atleta             | Nazione   | Punti |
| --------- | ------------------ | --------- | ----- |
| 1         | Takanobu Okabe     | Giappone  | 266,0 |
| 2         | Hiroya Saitō       | Giappone  | 256,5 |
| 3         | Mika Laitinen      | Finlandia | 243,5 |
| 4         | Sylvain Freiholz   | Svizzera  | 240,0 |
| 5         | Jens Weißflog      | Germania  | 233,0 |
| 6         | Andreas Goldberger | Austria   | 230,0 |

12 marzo

Trampolino: Big Thunder K90

##### Trampolino lungo
| Posizione | Atleta             | Nazione  | Punti  |
| --------- | ------------------ | -------- | ------ |
| 1         | Tommy Ingebrigtsen | Norvegia | 272,6  |
| 2         | Andreas Goldberger | Austria  | 269,55 |
| 3         | Jens Weißflog      | Germania | 229,9  |
| 4         | Lasse Ottesen      | Norvegia | 224,4  |
| 5         | Kazuyoshi Funaki   | Giappone | 218,3  |
| 6         | Nicolas Jean-Prost | Francia  | 216,0  |

18 marzo

Trampolino: Big Thunder K120

##### Gara a squadre
| Posizione | Nazione   | Atleti                                                                       | Punti |
| --------- | --------- | ---------------------------------------------------------------------------- | ----- |
| 1         | Finlandia | Jani Soininen Janne Ahonen Mika Laitinen Ari-Pekka Nikkola                   | 889,0 |
| 2         | Germania  | Jens Weißflog Gerd Siegmund Hansjörg Jäckle Dieter Thoma                     | 889,0 |
| 3         | Giappone  | Takanobu Okabe Jin'ya Nishikata Hiroya Saitō Yaoko Yasuzaki                  | 836,9 |
| 4         | Francia   | Lucas Chevalier Jérôme Gay Nicolas Dessum Nicolas Jean-Prost                 | 801,1 |
| 5         | Svizzera  | Marco Steinauer Martin Trunz Bruno Reuteler Sylvain Freiholz                 | 761,0 |
| 6         | Austria   | Andreas Widhölzl Christian Moser Reinhard Schwarzenberger Andreas Goldberger | 728,1 |

16 marzo

Trampolino: Big Thunder K120

#### Sci di fondo

##### 10 km
| Posizione | Atleta            | Nazione    | Tempo   |
| --------- | ----------------- | ---------- | ------- |
| 1         | Vladimir Smirnov  | Kazakistan | 24:52,3 |
| 2         | Bjørn Dæhlie      | Norvegia   | 25:10,1 |
| 3         | Mika Myllylä      | Finlandia  | 25:11,5 |
| 4         | Silvio Fauner     | Italia     | 25:29,5 |
| 5         | Harri Kirvesniemi | Finlandia  | 25:34,3 |
| 6         | Erling Jevne      | Norvegia   | 25:40,1 |

11 marzo

Tecnica classica

##### 30 km
| Posizione | Atleta             | Nazione    | Tempo       |
| --------- | ------------------ | ---------- | ----------- |
| 1         | Vladimir Smirnov   | Kazakistan | 1:15:52,3   |
| 2         | Bjørn Dæhlie       | Norvegia   | 1:16:52,4   |
| 3         | Aleksej Prokurorov | Russia     | 1:17:35,6   |
| 4         | Mika Myllylä       | Finlandia  | 1:17:42,2 h |
| 5         | Silvio Fauner      | Italia     | 1:18:02,8   |
| 6         | Harri Kirvesniemi  | Finlandia  | 1:18:38,3   |

9 marzo

Tecnica classica

##### 50 km
| Posizione | Atleta               | Nazione    | Tempo     |
| --------- | -------------------- | ---------- | --------- |
| 1         | Silvio Fauner        | Italia     | 1:56:36,0 |
| 2         | Bjørn Dæhlie         | Norvegia   | 1:57:48,5 |
| 3         | Vladimir Smirnov     | Kazakistan | 1:58:10,7 |
| 4         | Giorgio Vanzetta     | Italia     | 1:58:51,6 |
| 5         | Henrik Forsberg      | Svezia     | 1:59:14,2 |
| 6         | Juan Jesús Gutiérrez | Spagna     | 1:59:35.9 |

19 marzo

Tecnica libera

##### Inseguimento 25 km
| Posizione | Atleta             | Nazione    | Tempo     |
| --------- | ------------------ | ---------- | --------- |
| 1         | Vladimir Smirnov   | Kazakistan | 1:06:19,5 |
| 2         | Silvio Fauner      | Italia     | 1:06:29,7 |
| 3         | Jari Isometsä      | Finlandia  | 1:06:30,0 |
| 4         | Mika Myllylä       | Finlandia  | 1:06:58,1 |
| 5         | Bjørn Dæhlie       | Norvegia   | 1:07:18,6 |
| 6         | Aleksej Prokurorov | Russia     | 1:07:25,5 |

11-13 marzo

10 km a tecnica classica + 15 km a tecnica libera

##### Staffetta 4x10 km
| Posizione | Nazione   | Atleti                                                              | Tempo     |
| --------- | --------- | ------------------------------------------------------------------- | --------- |
| 1         | Norvegia  | Sture Sivertsen Erling Jevne Bjørn Dæhlie Thomas Alsgaard           | 1:34:27,1 |
| 2         | Finlandia | Karri Hietamäki Harri Kirvesniemi Jari Räsänen Jari Isometsä        | 1:35:10,5 |
| 3         | Italia    | Fulvio Valbusa Marco Albarello Fabio Maj Silvio Fauner              | 1:36:30,4 |
| 4         | Svezia    | Mathias Fredriksson Niklas Jonsson Torgny Mogren Anders Bergström   | 1:36:29,1 |
| 5         | Austria   | Markus Gandler Alois Stadlober Gerhard Urain Alexander Marent       | 1:37:01,3 |
| 6         | Russia    | Vladimir Legotin Michail Botvinov Sergej Čepikov Aleksej Prokurorov | 1:37:25,2 |

17 marzo

### Donne

#### Sci di fondo

##### 5 km
| Posizione | Atleta                | Nazione  | Tempo   |
| --------- | --------------------- | -------- | ------- |
| 1         | Larisa Lazutina       | Russia   | 15:23,7 |
| 2         | Nina Gavryljuk        | Russia   | 15:47,1 |
| 3         | Manuela Di Centa      | Italia   | 15:57,8 |
| 4         | Elena Välbe           | Russia   | 16:03,1 |
| 5         | Kristina Šmigun-Vähi  | Estonia  | 16:08,2 |
| 6         | Inger Helene Nybråten | Norvegia | 16:12,9 |

12 marzo

Tecnica classica

##### 15 km
| Posizione | Atleta                | Nazione  | Tempo       |
| --------- | --------------------- | -------- | ----------- |
| 1         | Larisa Lazutina       | Russia   | 41:27,5     |
| 2         | Elena Välbe           | Russia   | 42:39,1     |
| 3         | Inger Helene Nybråten | Norvegia | 43:03,2 min |
| 4         | Marit Mikkelsplass    | Norvegia | 43:08,6     |
| 5         | Ol'ga Danilova        | Russia   | 43:11,4     |
| 6         | Nina Gavryljuk        | Russia   | 43:13,1     |

10 marzo

Tecnica classica

##### 30 km
| Posizione | Atleta           | Nazione | Tempo     |
| --------- | ---------------- | ------- | --------- |
| 1         | Elena Välbe      | Russia  | 1:15:27,3 |
| 2         | Manuela Di Centa | Italia  | 1:16:40,5 |
| 3         | Antonina Ordina  | Svezia  | 1:16:58,6 |
| 4         | Ol'ga Danilova   | Russia  | 1:17:06,6 |
| 5         | Larisa Lazutina  | Russia  | 1:17:15,7 |
| 6         | Nina Gavryljuk   | Russia  | 1:18:01,2 |

18 marzo

Tecnica libera

##### Inseguimento 15 km
| Posizione | Atleta            | Nazione | Tempo   |
| --------- | ----------------- | ------- | ------- |
| 1         | Larisa Lazutina   | Russia  | 43:19,6 |
| 2         | Nina Gavryljuk    | Russia  | 43:45,3 |
| 3         | Ol'ga Danilova    | Russia  | 43:56,9 |
| 4         | Manuela Di Centa  | Italia  | 44:23,5 |
| 5         | Stefania Belmondo | Italia  | 44:31,6 |
| 6         | Antonina Ordina   | Svezia  | 44:49,2 |

12-14 marzo

5 km a tecnica classica + 10 km a tecnica libera

##### Staffetta 4x5 km
| Posizione | Nazione   | Atlete                                                                 | Tempo   |
| --------- | --------- | ---------------------------------------------------------------------- | ------- |
| 1         | Russia    | Ol'ga Danilova Larisa Lazutina Elena Välbe Nina Gavryljuk              | 53:47,6 |
| 2         | Norvegia  | Marit Mikkelsplass Inger Helene Nybråten Elin Nilsen Anita Moen        | 55:18,6 |
| 3         | Svezia    | Anna Frithioff Marie-Helene Östlund Antonina Ordina Anette Fanqvist    | 55:18,7 |
| 4         | Italia    | Guidina Dal Sasso Manuela Di Centa Gabriella Paruzzi Stefania Belmondo | 56:12,8 |
| 5         | Germania  | Manuela Henkel Ina Kümmel Sigrid Wille Anke Reschwamm-Schulze          | 57:18,1 |
| 6         | Finlandia | Tuulikki Pyykkönen Pirkko Määttä Marke Rautiala Merja Lahtinen         | 57:19,7 |

17 marzo

## Medagliere per nazioni
| Posizione | Nazione    | Oro | Argento | Bronzo | Totale |
| --------- | ---------- | --- | ------- | ------ | ------ |
| 1         | Russia     | 5   | 3       | 2      | 10     |
| 2         | Norvegia   | 3   | 5       | 1      | 9      |
| 3         | Kazakistan | 3   | 0       | 1      | 4      |
| 4         | Giappone   | 2   | 1       | 1      | 4      |
| 5         | Finlandia  | 1   | 2       | 3      | 6      |
| 6         | Italia     | 1   | 2       | 2      | 5      |
| 7         | Germania   | 0   | 1       | 1      | 2      |
| 8         | Austria    | 0   | 1       | 0      | 1      |
| 9         | Svezia     | 0   | 0       | 2      | 2      |
| 10        | Francia    | 0   | 0       | 1      | 1      |
|           | Svizzera   | 0   | 0       | 1      | 1      |